# Baculipalpus rarus
Baculipalpus rarus is een keversoort uit de familie schijnboktorren (Oedemeridae). De wetenschappelijke naam van de soort is voor het eerst geldig gepubliceerd in 1880 door Broun.